# 龙王庙 (奥林匹克森林公园)
龙王庙，位于北京市朝阳区奥林匹克森林公园南园内，是一座道教宫观。2013年1月，朝阳区文化委员会为“龙王庙”立有“北京市朝阳区普查登记文物”牌。

## 历史
龙王庙的所在地原是朝阳区洼里乡龙王堂村，在为修建奥林匹克森林公园而对龙王堂村进行拆迁以前，龙王庙西为德昌高速路，东邻洼边村，北邻关西庄村，南有大屯路。如今，龙王庙属奥运村地区奥林匹克森林公园南园的西南部，南侧为科荟路，东有卫武家族墓。
龙王庙原名龙泉庵，创建于明朝弘治十四年（1501年），明朝正德年间、清朝乾隆年间两度重修。2008年初，在对龙王庙进行修缮时，挖出明朝正德十六年（1521年）《重建龙王堂记》残碑，碑文中记载，明宪宗遇灾惊惧时，遣官“备祀物祈祷龙王祠”，“千金修之”，“坛公复捐己资而再造”，“柴公舍地一丛，在殿后善造方丈五间”。经过2008年完成的此次修缮，龙王庙占地面积达到3050平方米，其中古建筑面积为2149平米。2008年北京奥运会期间，龙王庙成为奥运历史上第一座奥运村村长办公室，位于奥运村（残奥村）国际区。
2008年北京奥运会结束后，龙王庙闲置。2011年，朝阳区副区长刘军胜曾经到龙王庙，调研龙王庙的开发利用问题，肯定了朝阳区文化委员会及北京民俗博物馆所做的前期工作，希望龙王庙早日对公众开放。但此后龙王庙继续闲置，并未开放。

## 建筑
龙王庙原来是三进院，自中华民国时期起，因为无力修缮，故该庙仅存山门、前殿三间。根据传说，龙王庙的山门是龙嘴门，左右侧门是龙眼门；龙王庙的东西两侧各有一口古井，代表龙的眼睛，第一进殿内原来供奉龙王、龙母的神像，后殿内原来供奉四海龙王即黄、红、青、白龙神像；门前有泉水从地下喷出，最高可喷处2米，如今此泉已无。该地早年是皇亲贵胄郊游骑马之地，后来由于多次经受战乱，原有的风貌受到严重损坏。
龙王庙所在地被确定为奥运村的范围时，曾计划拆除龙王庙，但最终保护文物的呼声使龙王庙保留下来，并接受了修缮，2008年完工。修缮之后，龙王庙分为前后三进院落。主要建筑有：
- 正门：门前两侧有一对仿明代石狮，是2008年新制。
- 前殿：第一进殿。2008年北京奥运会期间，辟为礼宾通道和展品室。
- 后殿：第二进殿。2008年北京奥运会期间，辟为贵宾会客厅；西耳房辟为贵宾休息室。
- 第三进院：2008年北京奥运会期间，辟为办公区。[5][4]

庙内除了前殿、后殿以外，还有两条回廊。院落采用中国传统园林的形式，新建了假山与池塘。院内有两通石碑，分别立于明朝正德年间、清朝乾隆年间，记载了龙王庙的历史。